# Долфінс (футбольний клуб)
«Долфінс» (англ. Dolphins Football Club) — нігерійський футбольний клуб з Порт-Харкорта. Виступає в Прем'єр-лізі Нігерії. Домашні матчі проводить на стадіоні «Ліберейшн Стедіум», що вміщає 25 000 глядачів.

## Історія
Заснований 1988 року під назвою «Ігл Семент» (англ. Eagle Cement). 2001 року змінив назву на «Долфінс». Разом з клубом «Шаркс» одним з двох найвідоміших клубів портового міста Порт-Харкорт. «Дофінс» тричі ставав чемпіоном країни (1997, 2004 і 2011) та чотири рази (2001, 2004, 2006, 2007) — володарем Кубка Нігерії. 2005 року клуб став фіналістом Кубка Конфедерації КАФ.

## Досягнення

### Місцеві
- Чемпіон Нігерії (3): 1997, 2004, 2011
- Володар Кубка Нігерії (4): 2001, 2004, 2006, 2007

### Міжнародні
- Фіналіст Кубка Конфедерації КАФ: 2005

## Відомі гравці
- Чіді Одіа
- Крістофер Кану
- Ендьюренс Ідахор
- Сандей Мба